# João I de Misqueta
João (em georgiano:  იოანე) foi o primeiro bispo da Ibéria de 326 a 340. Nas fontes históricas da Geórgia, A conversão da Ibéria e A Vidas dos Reis da Ibéria, a forma de seu nome é "იოვანე". Além disso, na A conversão da Ibéria é mencionado tanto como bispo quanto como arcebispo, e em A Vidas dos Reis da Ibéria, apenas como bispo. Em sua carta escrita em Bod ao rei Meribanes III, Santa Nina chama o bispo João de “padre-chefe e bom pastor do rebanho espiritual”.